# 新井千裕
新井 千裕（あらい ちひろ、男性、1954年1月27日 - ）は、日本の小説家。新潟県出身。早稲田大学法学部卒業。新宿区役所職員、コピーライターを経て、1986年、「復活祭のためのレクイエム」で第29回群像新人文学賞小説部門を受賞。

## 作品リスト

### 単行本
- 復活祭のためのレクイエム（1986年8月、講談社/ のち文庫）
  - 初出:『群像』1986年6月号
- 忘れ蝶のメモリー（1990年4月、講談社 のち文庫
- ミドリガメ症候群（1990年4月、扶桑社
  - ミドリガメ症候群（初出:『群像』）
  - モニター（初出:『群像』）
  - ドーナッツ沼の黙示録（初出:『野性時代』1988年1月号）
- 天国の水族館（1991年5月、PHP研究所）
- チューリップ・ガーデンを夢みて（1992年1月　朝日新聞社）
- 100万分の1の結婚（1992年3月、PHP研究所）
- ソーダ水の殺人者（1992年11月、光文社カッパノベルス）
- 逆さ馬のメリーゴーラウンド（1997年6月、中央公論社）
- 恋するスターダスト（2005年2月、講談社、ISBN 9784062127752）
- 図書館の女王を捜して(2009年3月、講談社、ISBN：978-4-06-215337-9)

- 散歩とカツ丼　'10年版ベスト・エッセイ集（2010年8月、文藝春秋社、ISBN：4163730508） 初出:『本』2009年4月号

- プール葬(2014年12月、中央公論新社、ISBN：978-4-12-004682-7)

### 単行本未収録作品
- 彼女の赤い薔薇（『月刊カドカワ』1988年5月号）
- 二人でミルミルを（『月刊カドカワ』1988年7月号）
- 鴨と戦争（『群像』1992年3月号）
- 薔薇の庭の蛇（『小説中公』1994年9月号）
- 蛙が怖い（『群像』1995年5月号）
- きらめく結石（『本』2005年3月号）
- 思い出の映画（『小説現代』2015年4月号）